# Thanatus setiger
Thanatus setiger es una especie de araña cangrejo del género Thanatus, familia Philodromidae. Fue descrita científicamente por O. P.-Cambridge en 1872.

## Distribución
Esta especie se encuentra en Israel, Irán y Emiratos Árabes Unidos.